# الیت (چالوس)
الیت، روستایی است از توابع بخش مرزن‌آباد شهرستان چالوس در استان مازندران ایران.

## جمعیت
این روستا در دهستان کوهستان (چالوس) قرار دارد و براساس سرشماری مرکز آمار ایران در سال ۱۳۸۵، جمعیت آن ۱۰۰ نفر (۲۵خانوار) بوده‌است.
در حاله حاضر (1390) جمعیت روستای الیت حدوده 200 خانوار است. جمعیت این روستا در سال ۱۳۹۵ ۲۵۰ نفر و ۸۳ خانوار میباشد . مردم الیت از قومیت طبری هستند. مردم الیت به زبان طبری با گویش چالوسی سخن می‌گویند.